# Deanna Russo
Deanna Russo (* 17. Oktober 1979 in New Jersey) ist eine US-amerikanische Schauspielerin, Regisseurin, Filmproduzentin und Drehbuchautorin.

## Leben und Karriere
Deanna Russo absolvierte 1998 die Bernards High School in Bernardsville, New Jersey. Weiterhin studierte sie am Rollins College in Winter Park, Florida, das sie 2002 mit einem Bachelor in Psychologie abschloss.
Bekannt wurde Russo durch die Rolle der Dr. Logan Armstrong in der Seifenoper Schatten der Leidenschaft. 2008 spielte sie bei der Neuauflage der 1980er Jahre Serie Knight Rider als Sarah Graiman, die Tochter des Erfinders von K.I.T.T. Im gleichen Jahr hatte sie eine Rolle in dem Film Ghost Voyage. Weiterhin hatte sie Gastauftritte in Charmed – Zauberhafte Hexen, CSI: Vegas, CSI: NY, How I Met Your Mother, Two and a Half Men und White Collar. In dem preisgekrönten Comedy-Kurzfilm A Taste of Kream führte sie Regie.
2007 wurde Russo das „Babe of the Month“ in der Dezember-Ausgabe des Playboys.

## Filmografie (Auswahl)
- 2003: Dirt on Leaves
- 2003: Charmed – Zauberhafte Hexen (Charmed, Fernsehserie, 1 Episode)
- 2005: CSI: Vegas (CSI: Crime Scene Investigation, Fernsehserie, 1 Episode)
- 2006: CSI: NY (Fernsehserie, 1 Episode)
- 2006: Rest Stop
- 2007: Believers
- 2007: How I Met Your Mother (Fernsehserie, 1 Episode)
- 2007: Navy CIS (NCIS, Fernsehserie, 1 Episode)
- 2007: Schatten der Leidenschaft (The Young and the Restless, Fernsehserie, 23 Episoden)
- 2008–2009: Knight Rider (Fernsehserie, 18 Episoden)
- 2009: Ghost Voyage
- 2009–2010: Gossip Girl (Fernsehserie, 4 Episoden)
- 2010: Tramps and Ramblers (Fernsehfilm)
- 2010: Rescue Me (Fernsehserie, 4 Episoden)
- 2011: Mary Horror
- 2013: Therapie in den Tod (Do No Harm)
- 2013–2014: Being Human (Fernsehserie, 14 Episoden)
- 2014: Worst Friends
- 2014: Jimmy Vestvood
- 2014: Satisfaction (Fernsehserie, 10 Episoden)
- 2014–2015: Two and a Half Men (Fernsehserie, 3 Episoden)
- 2017: Powerless
- 2017: The Ice Cream Truck